# توشيو إيمامورا
توشيو إيمامورا (باليابانية: 今村俊雄؛ بالكانا: いまむら としお) هو متسابق دراجات هوائية ياباني، ولد في 25 ديسمبر 1979 في Enzan, Yamanashi ‏ في اليابان.

## وصلات خارجية
- توشيو إيمامورا على موقع أوليمبيديا (الإنجليزية)